# Tugrïl Beg

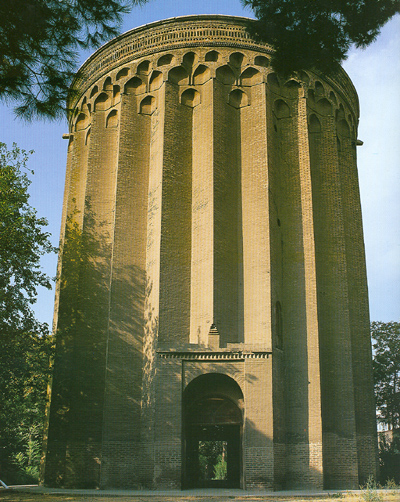
La Torre de Tugrïl, un monumento del ubicado al sur de Teherán en su honor.

Toğrul (Tuğril, Tuğrul o Toghrïl Bey; c. 990 - 4 de septiembre de 1063) fue el segundo gobernante de la Dinastía selyúcida. Tuğrul unió a los guerreros turcomanos de las estepas de Eurasia en una confederación de tribus, y los dirigió en la conquista del este de Irán. Más tarde establecería el Sultanato Selyúcida después de conquistar Persia y retomar la capital abásida de Bagdad de la Dinastía búyida en 1055, Tuğrul relegó a los Califas abásidas a solo figuras de estado y tomó el mando de los ejércitos de los califatos en ofensivas militares en contra del Imperio bizantino y el Califato Fatimí en un esfuerzo por expandir las fronteras de su imperio y unir al mundo islámico.

## Carrera
Ascendió al poder cerca del año 1016. En 1025, él, su primo Arslan y su hermano Chaghri (Çağrı) sirvieron al Qarajánida de Bujará, el cual fue vencido por el Imperio Gaznávida bajo el mando de Mahmud de Ġaznī, y Toğrul fue forzado a huir hacia Corasmia mientras que Arslan se estableció en Jorasán. Cuando su tío fue expulsado de Jorasán por Mahmud, Toğrul y su hermano se mudaron a Jorasán y conquistaron las ciudades de Merv y Nishapur en 1028 y 1029. Extendieron sus asaltos a Bujará y Balj y en 1037 saquearon Ghazni; y en 1038 fue coronado como Sultán en Nishapur. En 1040 vencieron de manera decisiva en la Batalla de Dandanaqan al hijo de Mahmud, Masûd de Ghaznî forzándole a abandonar sus provincias occidentales y huir hacia Lahore. Toğrul entonces instaló a Chagri en el gobierno de Jorasán para prevenir una reconquista gaznávida, y se dirigió a conquistar las planicies iraníes entre 1040-1044. Para 1054 sus fuerzas estaban peleando en Anatolia en contra de los Bizantinos y en 1055 fue comisionado por el Califa abásida Al-Qa'im para recuperar Bagdad de los fatimís. Una revuelta por parte de fuerzas turcas bajo su hermanastro Ibrahim Yinal llevó a un levantamiento contra los selyúcidas y la pérdida de la ciudad a manos de los fatimís en 1058. Dos años más tarde Toğrul sofocó la rebelión, estrangulando personalmente a Ibrahim y entrando a Bagdad. Se casó con la hija del Califa abásida.

## Sucesión
Murió sin hijos en la ciudad de Rayy en el moderno Irán y fue sucedido por su primo Suleiman, quien fue enfrentado por el reclamo de Alp Arslan, ambos hijos de su hermano Chagri Begh. Su primo Kutalmish, quien había sido de importancia vital en sus campañas y había apoyado la rebelión de Yinal, también reclamaba el trono. Alp Arslan venció a Kutalmish por la pelea al trono y fue nombrado su sucesor el 27 de abril de 1064.